# CUS Bari
Il CUS Bari è il centro polisportivo partecipato dagli studenti delle università a Bari (Università e Politecnico principalmente) ed è, per dimensione degli impianti, il più grande in Italia.

## Descrizione
Nato nel 1944, è affiliata al Centro Universitario Sportivo Italiano.
Attiva con una propria squadra nei seguenti sport: atletica leggera, canoa, basket, Canoa Polo, nuoto, canottaggio, lotta, karate, triathlon. Il CUS Bari nel campionato nazionale universitario (CNU) del 2011, svolto a Torino, ha chiuso al 4º posto su 51 CUS italiani vincendo 14 ori, 7 argenti e 15 bronzi confermandosi anche in questa occasione tra i primi dieci CUS italiani più medagliati (fonte sito CUS Bari).
A partire da Settembre 2011, il CUS Bari sarà l'unico centro universitario sportivo a partecipare ad un campionato nazionale di pallacanestro; la squadra, CUS Bari Pallacanestro, giocherà le partite interne nel palazzetto dello sport cittadino.

## Canoa Polo
Il Cus Bari è formato da due squadre della Canoa Polo: Serie A e Serie B.
La serie B è formata da: Alberto Tucci; Alessandro Speranza; Giuseppe Anaclerio; Alessio Vitale; Davide Catalano; Marco Rinaldi; Michele Faticoso; Maurizio Ermanno Giuliani. Coach: Luca Cinelli